# Landesinstitut Brandenburg für Schule und Lehrkräftebildung

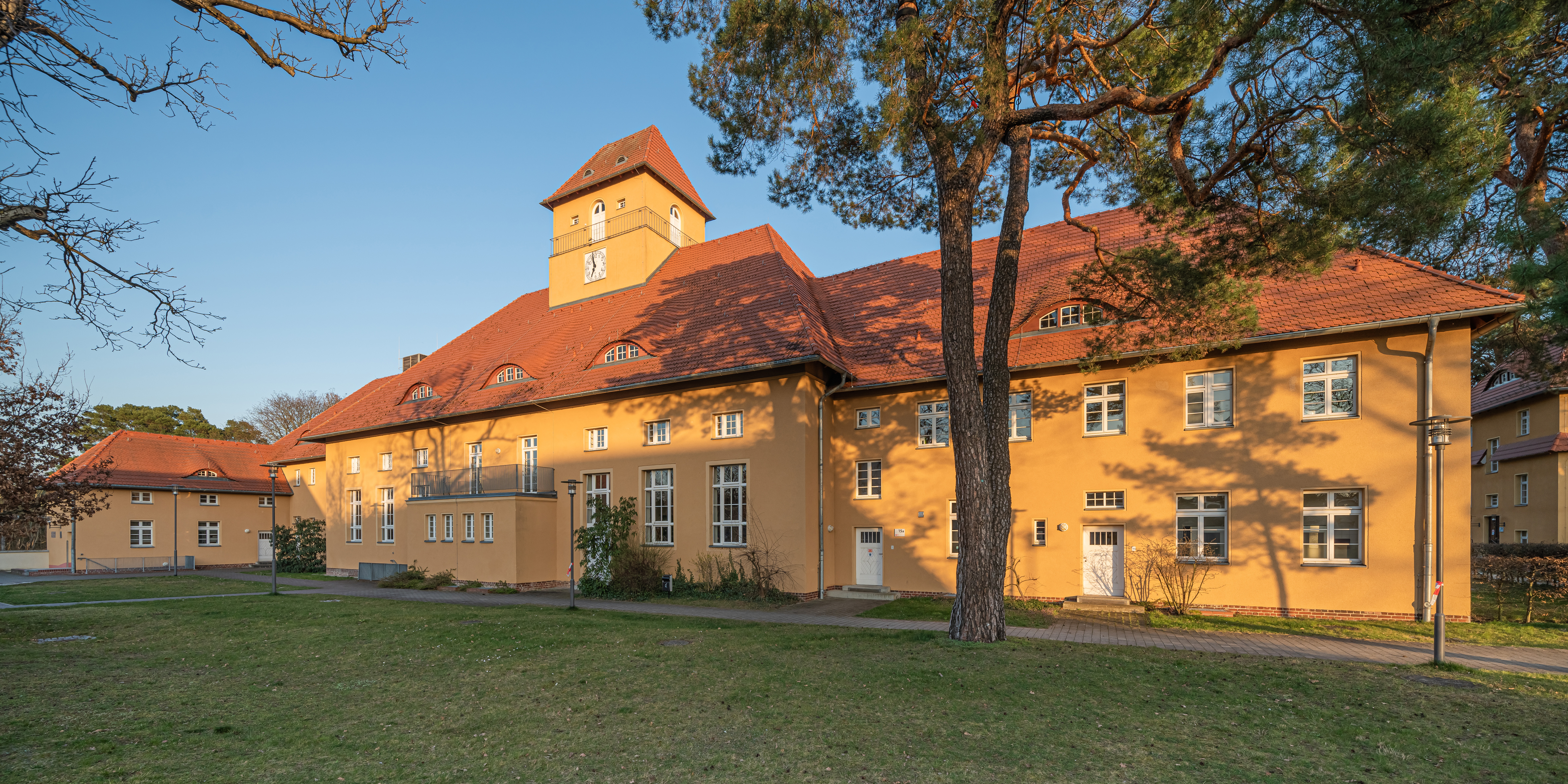
Mensa

Das Landesinstitut Brandenburg für Schule und Lehrkräftebildung (LIBRA) ist eine Einrichtung des Landes Brandenburg. Das LIBRA hat seinen Sitz in Ludwigsfelde.
Das Institut verfügt über insgesamt 212 Vollzeitstellen.

## Geschichte des Standortes und des Instituts
Der heutige Standort des LIBRA im Struveshof in Ludwigsfelde blickt auf eine über hundertjährige Geschichte zurück. Errichtet wurde das denkmalgeschützte Gebäudeensemble ab 1914 und am 1. April 1917 als Landwirtschaftliche Erziehungsanstalt der Stadt Berlin eröffnet. Die Einrichtung war Teil der Berliner Fürsorgeerziehung und folgte reformpädagogischen Ansätzen: Erziehung sollte Strafe ersetzen. Auf dem weitläufigen Gelände mit Eigenbewirtschaftung wurden Kinder und Jugendliche im Alter von 6 bis 21 Jahren unterrichtet, erzogen und in handwerklichen Berufen ausgebildet. Während der NS-Zeit wurde der Ort ideologisch überformt und für Zwangsmaßnahmen genutzt. Nach dem Zweiten Weltkrieg diente der Standort u. a. als Jugendwerkhof und ab 1960 als Institut für Jugendhilfe. 1962 entstand hier das Zentralinstitut für Weiterbildung der Lehrer und Erzieher (ZIW) der DDR, das bis 1990 bestand. Nach der Wiedervereinigung wurde am 1. Juli 1991 das Pädagogische Landesinstitut Brandenburg (PLiB) gegründet.
Im Zuge eines Staatsvertrags vom 22. Mai 2006 entstand daraus gemeinsam mit dem Land Berlin das Landesinstitut für Schule und Medien Berlin-Brandenburg (LISUM), das am 1. Januar 2007 seine Arbeit aufnahm. Es fungierte bis Ende 2024 als gemeinsame Bildungsbehörde beider Länder.
Im September 2022 kündigte das Land Berlin den Staatsvertrags mit Wirkung zum 31. Dezember 2024. Daraufhin wurden zum 1. Januar 2025 wieder eigenständige Landesinstitute gegründet. In Brandenburg nahm das Landesinstitut Brandenburg für Schule und Lehrkräftebildung (LIBRA) seine Arbeit auf, dessen Gründungsdirektor Dr. Mathias Iffert ist. In Berlin wurde das Berliner Landesinstitut für Qualifizierung und Qualitätsentwicklung an Schulen (BLiQ) gegründet, deren Gründungsdirektorin Katy Pîrjol ist.

## Aufgaben
Das Landesinstitut Brandenburg für Schule und Lehrkräftebildung ist die zentrale Einrichtung des Landes Brandenburg zur Unterstützung, Qualifizierung und Beratung schulischer Akteure. Es arbeitet auf Grundlage aktueller bildungspolitischer Zielsetzungen und wissenschaftlicher Erkenntnisse und gliedert seine Arbeit in fünf Aufgabenbereiche:
Schul- und Unterrichtsentwicklung
Das LIBRA entwickelt und implementiert Konzepte, Programme und Materialien zur Verbesserung der Unterrichtsqualität und zur Förderung schulischer Entwicklungsprozesse. Dazu gehören die Erarbeitung und Pflege von Rahmenlehrplänen für alle Schulstufen und Fächer, die Einführung übergreifender Themen in den Unterricht, die Förderung ganztägiger Bildung sowie die Begleitung von Modellprojekten, Schulversuchen und Bund-Länder-Programmen. Das Institut unterstützt Schulen bei der Profilbildung, der Entwicklung von Leitbildern sowie der Umsetzung von Inklusion, individueller Förderung und Demokratiepädagogik.
Aus-, Fort- und Weiterbildung von Lehr- und Führungspersonal
Das LIBRA verantwortet die Ausbildung im Vorbereitungsdienst für Lehrkräfte, einschließlich der Anerkennung in- und ausländischer Lehramtsqualifikationen, und koordiniert die Arbeit der Pädagogischen Zentren in Bernau, Cottbus, Neuruppin und Potsdam. Es konzipiert und realisiert zentrale und regionale Fortbildungsangebote für Lehrkräfte, schulische Führungskräfte, Seiteneinsteiger sowie multiprofessionelle Teams. Schwerpunkte liegen auf der Qualifizierung in Unterrichts- und Schulentwicklung, Führungskompetenz, lebensbegleitendem Lernen und Erwachsenenbildung.
Digitale Bildung und Medienentwicklung
Das LIBRA fördert die Medienkompetenz von Lehrkräften und Schulen, entwickelt Konzepte zur Bildung in der digitalen Welt und unterstützt deren Umsetzung in Unterricht und Schulorganisation. Dazu gehören der Betrieb und die Weiterentwicklung des Bildungsserver Berlin-Brandenburg, der Bildungsmediathek Brandenburg und der Schul-Cloud, die Entwicklung digitaler Bildungsmedien, die Betreuung von Medienlaboren sowie Fortbildungen und Beratungsangebote im Bereich Medienpädagogik, IT-Integration und digitale Diagnostik.
Qualitätssicherung, Evaluation und Prüfungen
Das Institut entwickelt und betreibt diagnostische Verfahren zur Erfassung von Lernständen, Kompetenzen und Leistungen, unter anderem für Vergleichsarbeiten (VERA), die Individuelle Lernstands-Analyse (ILeA plus) und digitale Lernstandserhebungen. Es führt landesweite und internationale Schulleistungsstudien durch, wertet Ergebnisse aus und gibt Rückmeldungen an Schulen. LIBRA koordiniert außerdem die Entwicklung von Prüfungsaufgaben für zentrale Abschlussprüfungen und wirkt bei der Evaluation von Schulqualität und Unterricht mit.
Verwaltungs-, Service- und Infrastrukturaufgaben
Neben den pädagogischen Kernaufgaben sichert das LIBRA die organisatorischen und technischen Voraussetzungen für seine Arbeit. Dazu zählen Personal- und Haushaltsmanagement, Veranstaltungsorganisation, Gebäudebetrieb und -logistik am Hauptsitz in Ludwigsfelde-Struveshof und an den Außenstandorten, IT-Betreuung, Fachverfahren, Datenmanagement sowie Öffentlichkeitsarbeit.